# Liste der Gebietsänderungen in Nordrhein-Westfalen 1966
Die Liste der Gebietsänderungen in Nordrhein-Westfalen 1966 enthält wichtige Änderungen der Gemeindegebiete des Landes Nordrhein-Westfalen in der Zeit vom 1. Januar 1966 bis zum 31. Dezember 1966. Dazu zählen unter anderem Zusammenschlüsse und Trennungen von Gemeinden, Eingliederungen von Gemeinden in eine andere, Änderungen des Gemeindenamens und größere Umgliederungen von Teilen einer Gemeinde in eine andere.

## Legende
- Datum: juristisches Wirkungsdatum der Gebietsänderung
- Gemeinde vor der Änderung: Gemeinde vor der Gebietsänderung
- Maßnahme: Art der Änderung
- Gemeinde nach der Änderung: Gemeinde nach der Gebietsänderung
- Landkreis: Landkreis der Gemeinde nach der Gebietsänderung

Die Sortierung erfolgt chronologisch: Datum, kreisfreie Städte, Landkreise, aufnehmende oder neu gebildete Gemeinde. Heute noch bestehende Gemeinden sind farbig unterlegt.

## Liste
| Datum      | Gemeinde vor der Änderung | Maßnahme | Gemeinde nach der Änderung | Landkreis |
| ---------- | --- | --- | --- | --- |
| 01.01.1966 | Allagen (2 ha) | Umgliederung | Sichtigvor | Arnsberg |
| 01.01.1966 | Herbede (1 ha) | Umgliederung | Wengern | Ennepe-Ruhr-Kreis |
| 01.01.1966 | Rotingdorf (5 ha) | Umgliederung | Theenhausen | Halle (Westfalen) |
| 01.01.1966 | Fabbenstedt (99 ha), Frotheim (48 ha), Tonnenheide (11 ha)                                                                       | Umgliederung | Espelkamp | Lübbecke |
| 01.01.1966 | Espelkamp (297 ha) | Umgliederung | Rahden | Lübbecke |
| 01.01.1966 | Lüdinghausen-Land (14 ha) | Umgliederung | Lüdinghausen | Lüdinghausen |
| 01.01.1966 | Bergkamen Heil Oberaden Rünthe Weddinghofen                                                                                      | Zusammenschluss | Bergkamen | Unna |
| 01.04.1966 | Buchholz Holthausen Welper | Eingliederung | Blankenstein | Ennepe-Ruhr-Kreis |
| 01.07.1966 | Eingliederung der Stadt Siegen in den Landkreis Siegen 57 Landkreise, 38 kreisfreie Städte → 57 Landkreise, 37 kreisfreie Städte | Eingliederung der Stadt Siegen in den Landkreis Siegen 57 Landkreise, 38 kreisfreie Städte → 57 Landkreise, 37 kreisfreie Städte | Eingliederung der Stadt Siegen in den Landkreis Siegen 57 Landkreise, 38 kreisfreie Städte → 57 Landkreise, 37 kreisfreie Städte | Eingliederung der Stadt Siegen in den Landkreis Siegen 57 Landkreise, 38 kreisfreie Städte → 57 Landkreise, 37 kreisfreie Städte |
| 01.07.1966 | Forstbezirk Langenholzhausen | Auflösung | | Lemgo |
| 01.07.1966 | Forstbezirk Langenholzhausen (32 ha)                                                                                             | Umgliederung | Asendorf | Lemgo |
| 01.07.1966 | Forstbezirk Langenholzhausen (20 ha)                                                                                             | Umgliederung | Bentorf | Lemgo |
| 01.07.1966 | Forstbezirk Langenholzhausen (134 ha)                                                                                            | Umgliederung | Erder | Lemgo |
| 01.07.1966 | Forstbezirk Langenholzhausen (153 ha)                                                                                            | Umgliederung | Heidelbeck | Lemgo |
| 01.07.1966 | Forstbezirk Langenholzhausen (237 ha)                                                                                            | Umgliederung | Hohenhausen | Lemgo |
| 01.07.1966 | Forstbezirk Langenholzhausen (91 ha)                                                                                             | Umgliederung | Kalldorf | Lemgo |
| 01.07.1966 | Forstbezirk Langenholzhausen (475 ha)                                                                                            | Umgliederung | Langenholzhausen | Lemgo |
| 01.07.1966 | Forstbezirk Langenholzhausen (35 ha)                                                                                             | Umgliederung | Laßbruch | Lemgo |
| 01.07.1966 | Forstbezirk Langenholzhausen (86 ha)                                                                                             | Umgliederung | Matorf | Lemgo |
| 01.07.1966 | Forstbezirk Langenholzhausen (56 ha)                                                                                             | Umgliederung | Osterhagen | Lemgo |
| 01.07.1966 | Forstbezirk Langenholzhausen (144 ha)                                                                                            | Umgliederung | Silixen | Lemgo |
| 01.07.1966 | Forstbezirk Langenholzhausen (89 ha)                                                                                             | Umgliederung | Stemmen | Lemgo |
| 01.07.1966 | Forstbezirk Langenholzhausen (139 ha)                                                                                            | Umgliederung | Varenholz | Lemgo |
| 01.07.1966 | Oberhundem (2 ha) | Umgliederung | Kirchhundem | Olpe |
| 01.07.1966 | Delbrück (2 ha) | Umgliederung | Hagen | Paderborn |
| 01.07.1966 | Eiserfeld Eisern Gosenbach Niederschelden Oberschelden                                                                           | Zusammenschluss | Eiserfeld | Siegen |
| 01.07.1966 | Birlenbach Buchen Dillnhütten Geisweid Langenholdinghausen Niedersetzen Obersetzen Sohlbach Weidenau                             | Zusammenschluss | Hüttental | Siegen |
| 01.07.1966 | Breitenbach Bürbach Kaan-Marienborn Seelbach Trupbach Volnsberg                                                                  | Eingliederung | Siegen | Siegen |
| 01.10.1966 | Eidinghausen, kleine Gebietsteile                                                                                                | Umgliederung | Dehme | Minden |

## Anmerkung
1. ↑  Die bisher kreisfreie Stadt Siegen wurde in den Landkreis Siegen eingegliedert.

## Quelle
Martin Bünermann: Die Gemeinden des ersten Neugliederungsprogramms in Nordrhein-Westfalen. Deutscher Gemeindeverlag, Köln 1970, S. 62 f.